# Aspidogyne grayumii
Aspidogyne grayumii är en orkidéart som beskrevs av Paul Ormerod. Aspidogyne grayumii ingår i släktet Aspidogyne och familjen orkidéer.
Artens utbredningsområde är Costa Rica. Inga underarter finns listade i Catalogue of Life.